# Edith Ewing Bouvier Beale
Edith Ewing Bouvier Beale (Nutley, 5 ottobre 1895 – Southampton, 5 febbraio 1977) era la zia di Jacqueline Kennedy Onassis. Era conosciuta anche con il soprannome di "Big Edie".
Nota per i modi eccentrici, Edith Bouvier era una cantante amatoriale e nel 1917 sposò il broker Phelean Beale. È nota soprattutto per la sua partecipazione al documentario di Albert e David Maysles Grey Gardens nel 1975 con la figlia Edith Bouvier Beale. Il documentario si soffermava sulla caduta in disgrazia della famiglia Beale e, in particolare, delle due donne: da eleganti signore dell'alta società strettamente imparentate con la ex-first lady Jacqueline Kennedy a recluse in una casa cadente infestata da gatti e procioni. Edith Bouvier Beale morì a 81 anni di polmonite al Southampton Hospital di Southampton il 5 febbraio 1977 non lontana dalla sua casa di Grey Gardens. È stata sepolta nel Most Holy Trinity Catholic Cemetery di East Hampton nella contea di Suffolk nell'isola di Long Island, dove ha vissuto gran parte della sua vita.
Dal documentario è stato tratto nel 2006 il musical Grey Gardens con Christine Ebersole nel ruolo di entrambe e poi nel 2009 il film Grey Gardens - Dive per sempre in cui Jessica Lange ha interpretato Edith.

## Filmografia
- Grey Gardens, regia di Albert e David Maysles, Ellen Hovde e Muffie Meyer (1975)
- The Beales of Grey Gardens, regia di Albert e David Maysles e Ian Markiewicz (2006)